# Ladislav Rymeš
Ladislav Rymeš (* 27. července 1946) je bývalý český politik, v 90. letech 20. století poslanec České národní rady a Poslanecké sněmovny za KSČM, pak za Levý blok a ČSSD.

## Biografie
K roku 1986 se jistý MUDr. Ladislav Rymeš uvádí jako předseda MěV Československého Červeného kříže a přednosta urologického oddělení nemocnice OÚNZ ve městě Dvůr Králové nad Labem.
Ve volbách v roce 1992 byl zvolen do České národní rady za koalici Levý blok, kterou tvořila KSČM a menší levicové skupiny (volební obvod Východočeský kraj). Zasedal ve výboru pro sociální politiku a zdravotnictví.
Od vzniku samostatné České republiky v lednu 1993 byla ČNR transformována na Poslaneckou sněmovnu Parlamentu České republiky. Během volebního období 1992-1996 přešel do strany Levý blok (skupina reformní levice, která po rozpadu koalice Levý blok přijala název této střechové platformy a v parlamentu působila nezávisle na KSČM). Již únoru 1994 se uvádí mezi poslanci, kteří vystoupili z KSČM a hlásí se k politické straně Levý blok. Od února 1994 nicméně opustil klub Levého bloku a ve sněmovně působil jako nezařazený poslanec. V červnu 1995 přestoupil do poslaneckého klubu ČSSD. Ve sněmovně setrval do sněmovních voleb v roce 1996.
V senátních volbách na podzim 1996 kandidoval za senátní obvod č. 44 - Chrudim jako kandidát ČSSD. Získal ale jen 17 % hlasů a nepostoupil do 2. kola. Profesně se tehdy uváděl jako bývalý poslanec a podnikatel v autodopravě.